# Hulspidsprojektil
Hulspidsprojektil (engelsk: hollow point) populært kaldet dum dum-kugle er et projektil, der i stedet for at være stumpt eller spidst er udhulet i spidsen.  Herved bremses projektilet kraftigt ved anslaget, hvorved det udvider sig kraftigt i tværdiameter, hvilket medfører stor ødelæggelse af det væv som projektilet rammer.  
Fysisk er der tale om at den kinetiske energi (bevægelsesenergien) omdannes til mekanisk energi (vævet skubbes kraftigt til siden). I stedet for at penetrere (indtrængen) målet, flænser de kroppen i stykker og efterlader betydeligt større smerte end konventionel ammunition. Det gamle udtryk var: Det går ind med et hul som en ti-øre, og ud med et hul som en tallerken". 
Dum-dum-projektiler er forbudt i krig iflg. Haag-konventionen. Den humanitære folkeret forbyder brugen af kuglerne i krig. De har været forbudt siden 1899. 
Dum-dum kuglen blev oprindelig opfundet med henblik på større dødelighed til gengæld for mindre præcision og rækkevidde, dvs. af ballistiske hensyn (se ballistik). Præsident John F. Kennedy blev skudt med denne type ammunition fra en riffel. Anders Behring Breivik benyttede ligeledes denne type ammunition under terrorangrebet på Utøya den 22. juli 2011.

## "Dum dum"-navnets oprindelse
Ammunitionenstypen har fået tilnavnet "dum dum" efter at briterne producerede den til deres våbenarsenal i Dum Dum i Kolkata (tidligere Calcutta) i Vestbengalen.  Til dette våbenarsenal blev der lavet flere forskellige udvidelsespatroner til geværet .303 Britisk, herunder blødspidsede og hulspidsede projektiler.
Disse var dog ikke de første udvidelsespatroner, da hulspidsprojektiver var almindeligt benyttet til jagt på tyndhudede dyr, allerede fra midten af 1870'erne. Brugen af udtrykket "dum dum-kugler" anses af nogle som slang.  Våbenproducenter benytter mange forskellige udtryk til at beskrive typen af udvidelsespatronen, selvom de fleste falder ind under hulspidsprojektilet eller blødspidsprojektilet.